# Parviz Sayyad
Parwiz Sayyād (en persa: پرویز صیاد‎) es un actor, director y guionista iraní, reconocido principalmente por interpretar el papel de Samad en una serie de películas durante las décadas de 1970 y 1980.

## Carrera
Su primera película, la comedia Hasan Kachal (1970) o Hasan el calvo, tuvo un notable éxito en su país. Su fama se acrecentó tras protagonizar una de las series de televisión más antiguas de Irán, Oktapus, en la que desempeñó el papel de un miembro de una junta directiva educado y diplomático. Su verdadera oportunidad llegó con una de las series de televisión iraníes más famosas, Sarkar Ostovar, cuando creó y desempeñó el papel de un ingenuo pero inteligente chico del campo llamado Samad.
Después de lograr popularidad con el personaje, Sayyad protagonizó la famosa serie de películas de Samad (que recuerda un poco a la serie americana Ernest). Su personaje se convirtió en un ícono prominente de la comedia de Irán durante la década de 1970. Su película de 1977, Dead End, fue exhibida en la décima edición del Festival Internacional de Cine de Moscú.
Otra interpretación notable de su carrera fue Asdollah Mirza en la película Mi tío Napoleón, basada en la obra literaria del mismo nombre de Iraj Pezeshkzad.
La Revolución iraní tuvo lugar poco después del estreno de su séptimo largometraje de Samad. Sayyad emigró a Los Ángeles poco después de la revolución, donde continuó actuando, escribiendo, dirigiendo y produciendo. En 1983 dirigió y protagonizó la película Ferestadeh, que fue presentada en la 33.ª edición del Festival Internacional de Cine de Berlín.

### Plano personal
Sayyad está casado con Parvin Sayyad y tiene dos hijas, Maryam y Banafsheh.

## Filmografía

### Como actor
- Hasan Kachal (Hasan el calvo) (1970)
- Samad va Ghalicheyeh Hazrat Soleyman (1971)
- Samad va Fulad Zereh Div (1971)
- Khastegar (1971)
- Sattar Khan (1972)
- Samad va Sami, Leila va Leili (1972)
- Samad be Madreseh Miravad (Samad va a la escuela) (1973)
- Kaaf Show (1974)
- Samad Artist Mishavad (1974)
- Mozaffar (1974)
- Maslakh (1974)
- Asrare Ganje Darreye Jenni (1974)
- Zanburak (1975)
- Samad Khoshbakht Mishavad (1975)
- Dar Ghorbat (1975)
- Daii jan Napelon (Mi tío Napoleón) (1976)
- Bon Bast (1976)
- Samad dar Rahe Ejdeha (1977)
- Samad dar be dar Mishavad (1978)
- Ferestadeh (1983)
- Samad be Jebhe Miravad (1984)
- Samad az Jang bar Migardad (1986)
- On Wings of Eagles (1986)
- Checkpoint (1987)
- Babak and Friends (2005)
- The Stoning of Soraya M. (2008)[6][7]
- Liberation (2009)
- Homeland  (2012)

### Como director
- Dar Emtedade Shab (1978)